# Даценківка
Даценкі́вка — село в Україні, у Лебединській міській громаді Сумського району Сумської області. Населення становить 177 осіб. До 2020 орган місцевого самоврядування — Ворожбянська сільська рада.

## Географія
Село Даценківка розташоване на березі річки Ворожба, яка через 6 км впадає в річку Псел, вище за течією примикає село Ступки. На річці кілька загат, навколо села кілька іригаційних каналів. Поруч проходить автомобільна дорога Т 1909.

## Історія
12 червня 2020 року, відповідно до Розпорядження Кабінету Міністрів України № 723-р «Про визначення адміністративних центрів та затвердження територій територіальних громад Сумської області», увійшло до складу Лебединської міської територіальної громади.
19 липня 2020 року, після ліквідації Лебединського району, село увійшло до Сумського району.

## Населення
За даними на 1864 рік у власницькому селі Лебединського повіту Харківської губернії налічувалось 30 дворових господарств, де мешкало 355 осіб (167 чоловічої статі та 188 — жіночої).